# Are You Ready!
Are You Ready! was lange tijd het enige livealbum van Atlanta Rhythm Section. Het dubbelalbum is samengesteld uit opnamen die werden gemaakt tijdens diverse concerten, maar ook live studio-opnamen. De band moest het toen al doen zonder Robert Nix, de eigen drummer, die een ander pad in de muziek koos. Een vaste opvolger had ARS nog niet want de drummer op het album, Roy Yeager, wordt los genoemd vanwege zijn goede slagwerkpartij. Hij staat bijvoorbeeld ook niet op de groepsfoto.
Het album haalde in Nederland geen notering in de albumlijst.

## Musici
- Barry Bailey – gitaar
- Ronnie Hammond- zang
- J.R. Cobb – gitaar, zang
- Dean Daughtry – toetsinstrumenten
- Paul Goddard – basgitaar
- Rob Yeager - drums

## Muziek
| Nr. | Titel                                  | Duur |
| --- | -------------------------------------- | ---- |
| 1.  | Tara’s theme                           |      |
| 2.  | Sky high                               |      |
| 3.  | Champagne jam                          |      |
| 4.  | I’m not gonna let it bother me tonight |      |
| 5.  | Large time                             |      |

| Nr. | Titel                                    | Duur |
| --- | ---------------------------------------- | ---- |
| 1.  | Back up againt the wall                  |      |
| 2.  | Angel (what in the world’s come over us) |      |
| 3.  | Conversation                             |      |
| 4.  | Imaginery lover                          |      |

| Nr. | Titel               | Duur |
| --- | ------------------- | ---- |
| 1.  | Doraville           |      |
| 2.  | Another man’s woman |      |

| Nr. | Titel           | Duur |
| --- | --------------- | ---- |
| 1.  | Georgia rhythm  |      |
| 2.  | So into you     |      |
| 3.  | Long tall Sally |      |